# Tmetoptera
Tmetoptera este un gen de insecte lepidoptere din familia Arctiidae.

Cladograma conform Catalogue of Life:
| Tmetoptera | \| \| Tmetoptera phryganeoides \| \| \| \| \| \| Tmetoptera phryganoides \| \| \| \| |
|            | \| \| Tmetoptera phryganeoides \| \| \| \| \| \| Tmetoptera phryganoides \| \| \| \| |
|            | Tmetoptera phryganeoides                                                             |
|            |                                                                                      |
|            | Tmetoptera phryganoides                                                              |
|            |                                                                                      |